# Musculus cricopharyngeus

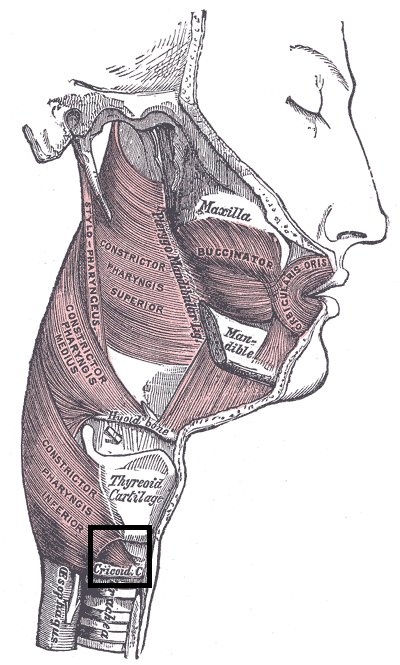
A garatfal három nagy izma (a fekete négyzet jelöli az apró izmot, mely befut a alsó garat-összeszorító izom alá)

A musculus cricopharyngeus egy apró izomrészlet az ember nyakában. Tulajdonképpen az alsó garat-összeszorító izom egy részlete, de külön neve van. A gyűrűporctól (cartilago cricoideus) húzódik a gégefalhoz. (Általában nem található meg az anatómiai atlaszokban)

## Külső hivatkozások
- Fül-orr-gége
- Orvosi lexikon